# Édition participative
L'édition participative est une forme d'édition qui invite les lecteurs, soit à investir et devenir coéditeur (en France : Bookly et Bibliocratie, et en Belgique : Méhari), soit à souscrire et à soutenir l'auteur (en France : le Salon du Manuscrit,. Seront ainsi éditées les œuvres réunissant les fonds nécessaires ou ayant réuni suffisamment de souscriptions.
Deux entreprises d'édition participatives citées plus haut n'ont pas survécu (Bookly est en cessation d'activité depuis mi janvier 2018; Bibliocratie a fermé ses portes par manque de financement).
Cette forme d'édition est rendue possible grâce à Internet et aux réseaux sociaux.
Diversement accueillie par les auteurs,, l'édition participative gagne en popularité et s'ajoute aux trois systèmes éditoriaux classiques : l'édition à compte d'éditeur, l'édition à compte d'auteur et l'auto-édition. C'est une édition à compte de lecteurs.
À noter que l'édition participative peut également s'appliquer à d'autres produits que les livres  comme les jeux de société et les jeux vidéo.  